# Крейцберг, Яков Маевич
Яков Маевич Крейцберг (англ. Yakov Kreizberg; 24 октября 1959 — 15 марта 2011) — американский дирижёр советского происхождения.

## Биография
Родился в Ленинграде в семье военного врача, подполковника медицинской службы Мая Семёновича Бычкова (1924—2007), уроженца Чернигова, участника Великой Отечественной войны, кавалера ордена Красной Звезды. Брат дирижёра Семёна Маевича Бычкова, их прапрадед со стороны матери был дирижёром в Одесской опере. В начале профессиональной карьеры взял в качестве артистического псевдонима девичью фамилию матери. Учился в Ленинградском хоровом училище имени М. И. Глинки. В 1976 году с матерью эмигрировал в США.
Ученик Ильи Мусина, Леонарда Бернстайна.
В разные годы руководил оркестрами — Нидерландским филармоническим, Борнемутским симфоническим, филармонии Монте-Карло, был главным дирижёром берлинского театра Комише опер.
Первый диск, записанный Крейцбергом с Венским симфоническим оркестром (симфония № 7 Антона Брукнера) был номинирован на Грэмми. Записал также три последние симфонии Антонина Дворжака. В 2004 году совместно со скрипачкой Юлией Фишер и Российским национальным оркестром сделал записи скрипичных концертов А. К. Глазунова, С. С. Прокофьва, А. И. Хачатуряна.

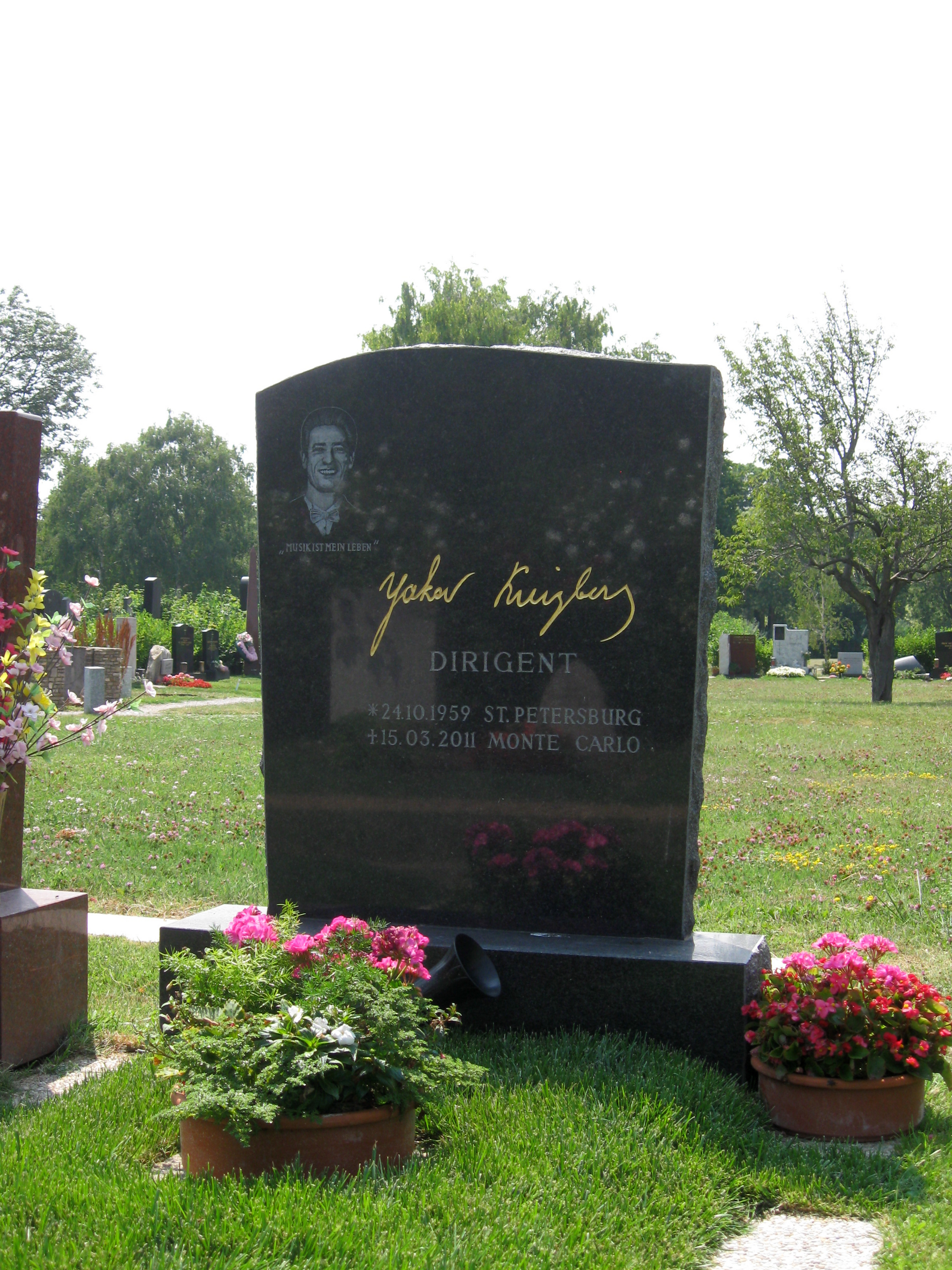
Могила Крейцберга

Умер 15 марта 2011 года в Монако после продолжительной болезни.